# Xá-lợi-phất

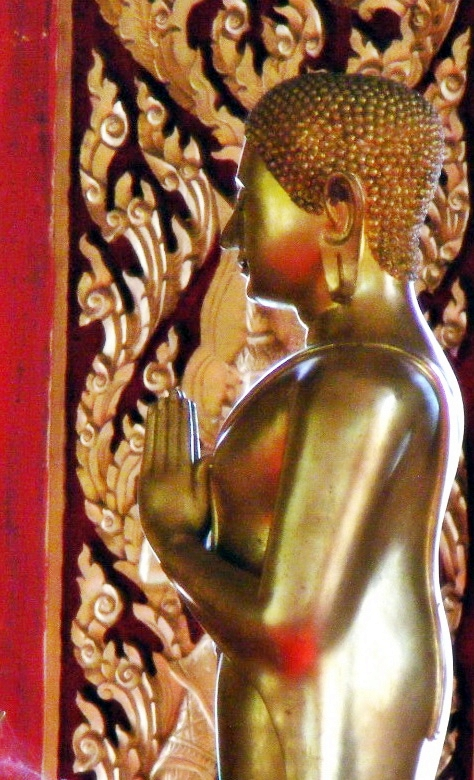
Tượng Xá Lợi Phất được thờ tại các nước Phật giáo Nam Tông

Xá-lợi-phất (tiếng Phạn: śāriputra, tiếng Pali sāriputta; tiếng Trung: 舍利弗) cũng được gọi là Xá-lợi tử, "con trai của bà Xá-lợi (śāri)", là một nhà lãnh đạo tâm linh ở Ấn Độ cổ đại. Ông cùng Mục-kiền-liên là hai đệ tử tỳ-kheo gương mẫu nhất của Phật Thích-ca Mâu-ni và được xem là người có "đệ nhất trí tuệ" trong Tăng-già thời Phật sinh tiền. Năm sinh và năm mất của Xá-lợi-phất không được rõ, chỉ có tài liệu ghi ông mất vào tháng cuối của mùa mưa, năm 546 TCN. Trưởng lão Xá-lợi-phất xuất thân từ một gia đình Bà-la-môn, là con trưởng của một gia đình thuộc thế cấp Bà la môn giàu nhất làng Upatissa, gần Nàlanda ngày nay. Upatissa cũng là tên được đặt cho ngài khi sơ sinh. Mẹ ngài tên là Sàrì. Trong bốn người con trai, ngài được mang tên của mẹ, trong khi một người em của ngài lại có tên của cha là Vagantaputra. Tôn giả có ba em trai và ba em gái, về sau đều theo ngài xuất gia đắc quả A La Hán. Những tiểu sử của các vị này đều được tìm thấy trong "Trưởng lão tăng kệ" và "Trưởng lão ni kệ".
Ba người em trai của Tôn giả có tên tuần tự như sau: Cunda (Thuần đà), Upasena và Revata (Ly Bà Đa). Ba em gái của Tôn giả là Càlà, Upacàlà và Sìsùpacàlà. Ly Bà Đa là vị đệ tử thiền định đệ nhất của Phật. Vì ngài là con út, bà mẹ rất cưng quí không muốn cho xuất gia nên tìm cách cưới vợ cho ngài rất sớm. Vào ngày hôn lễ, không may cho hai gia đình, cậu bé tình cờ thấy bà ngoại già 120 tuổi của cô bé, và trực nhận lý vô thường, trong phút chốc cậu đâm ra chán ngấy tất cả cảnh hoa lệ giả dối của cuộc phù sinh, và muốn thoát ly bằng mọi giá. Được anh cả yểm trợ, cậu út chuồn ngã sau giữa lúc đám tiệc linh đình, và trực chỉ đi đến một ngôi tinh xá, xuống tóc xuất gia. Ít năm sau khi nhập đạo, vào một mùa an cư, trên đường đi bái yết Phật, tôn giả dừng chân ở một khu rừng cây Khadìra (cây gai) và tại đây ngài đắc quả, nên về sau ngài được hiệu là "Ly Bà Đa ở rừng gai". Ngài được Phật khen là người xuất sắc nhất trong những vị yêu thích độc cư ở núi rừng.
Em trai giữa của tôn giả là Upasena hay Vagantaputta, là vị tỳ kheo được Phật khen ngợi có hạnh hoan hỉ đệ nhất. Ngài từ trần sau khi bị rắn độc cắn, như được ghi trong một kinh của Tương ưng bộ. Người em kế ngài là Cunda (Thuần Đà) được mệnh danh là Tiểu Thuần Đa (Cula Cunda), để phân biệt với Trưởng lão Đại Thuần Đà. Khi tôn giả Xá Lợi Phất nhập diệt, chính vị này đã hầu cận ngài và mang di vật của ngài trở về thông báo với đức Phật và Thánh chúng. Ba người em gái của tôn giả cũng xuất gia sau khi đã lập gia đình, mỗi người có một người con. Những người con trai này cũng đã theo tu học với tôn giả Ly Bà Đa. Chính tôn giả Xá Lợi Phất, vào một dịp đến viếng thăm người em út của ngài lâm bệnh, đã gặp các cháu và khen ngợi hạnh kiểm tốt đẹp của họ, như được tìm thấy trong Trưởng lão tăng kệ 42, phần luận sớ.
Vốn trí tuệ thông minh xuất chúng từ trong bụng mẹ, từ khi còn bé đã có nhiều thuyết giảng, lời nói chững chạc, sâu sắc khiến nhiều người nể phục. Sau khi Đức Phật ngộ Đạo, Xá-lợi-phất cùng bạn thân là Mục-kiền-liên (sa. mahāmaudgalyāyana, pi. mahāmoggallāna) gia nhập Tăng-già và mang danh hiệu là "Trí tuệ đệ nhất". Khi Tôn giả Xá-lợi-phất và Tôn giả Mục Kiền Liên chứng A La Hán, Đức Phật đã giao cho 2 vị trọng trách Thống Lĩnh Tăng Đoàn. Tôn giả mất vài tháng trước ngày Phật nhập diệt. Trong nhiều chùa, người ta thấy tranh tượng của ngài Xá-lợi-phất và ngài Mục-kiền-liên tả hữu bên cạnh tượng Đức Phật.

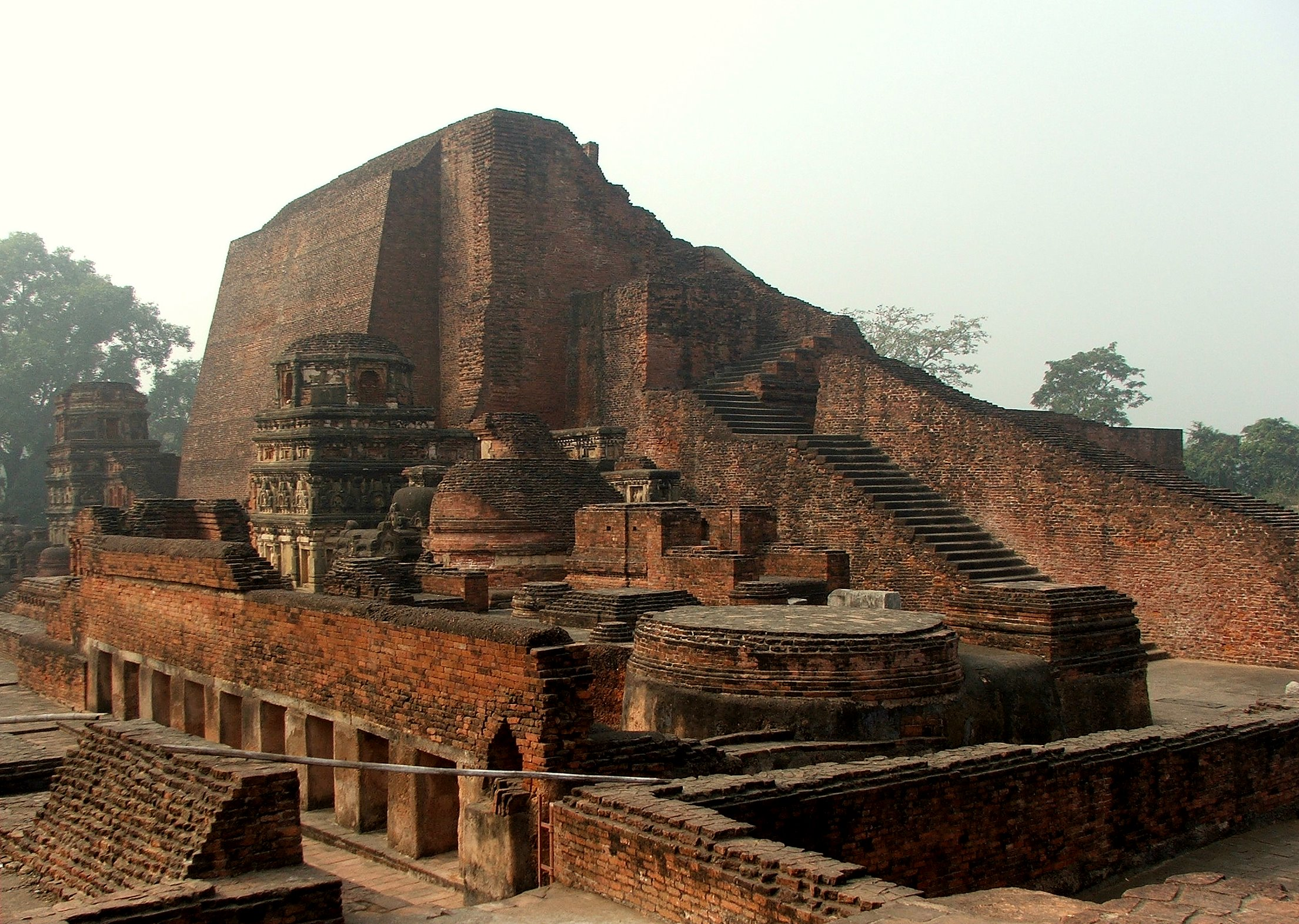
Nơi Xá Lợi Phất sinh và diệt

Ngài Xá-lợi-phất là một người đầy nghi ngờ trước khi gia nhập Tăng-già. Theo kinh sách, Tôn giả trở thành đệ tử của Đức Phật sau khi gặp Tỉ-khâu A-thuyết-thị (pi. assaji). Thấy gương mặt trang nghiêm sáng ngời, phong độ thanh thoát của A-thuyết-thị, Tôn giả liền hỏi ông ta tin tưởng nơi ai. A-thuyết-thị trả lời bằng bốn câu kệ trứ danh, sau được gọi là "Duyên khởi kệ":
Nhược pháp nhân duyên sinh
Pháp diệc nhân duyên diệt
Thị sinh diệt nhân duyên
Phật Đại sa-môn thuyết.
Các pháp nhân duyên sinh
Cũng theo nhân duyên diệt
Nhân duyên sinh diệt này
Phật Đại sa-môn thuyết.
Nghe xong, Xá-lợi-phất liền ngộ được Đạo Lý Duyên Khởi, chứng sơ quả Tu Đà Hoàn, một trong Tứ Thánh Quả. Trực nhận ngay về lý "Có sinh thì có diệt" thuật lại cho bạn là Mục-kiền-liên rồi hai người xin Phật cho gia nhập Tăng-già, trở thành đệ tử của Phật Thích-Ca. Tôn giả Xá Lợi Phất chứng thánh quả A-la-hán 4 tuần sau khi xuất gia. Ông đã hỗ trợ đắc lực cho công cuộc hoằng dương chánh pháp của Phật Tổ và được Phật ca ngợi là bậc "Trí tuệ đệ nhất" trong Tăng đoàn. Ông đã nhiều lần thay mặt Phật Thích-Ca thuyết pháp cho đại chúng và đã trợ lực cho nhiều vị thánh tăng đắc chánh quả A-la-hán. Tôn giả Xá-lợi-phất là một vị Thượng Thủ Tăng Đoàn, đức hạnh và trí tuệ của Ngài phủ trùm khắp tăng đoàn thời ấy, không phải ngẫu nhiên mà Đức Phật giao trọng trách quản lý tăng đoàn quan trọng cho Ngài mà không chọn những vị A La Hán khác, dù khi đó Ngài còn rất trẻ. Ngài xuất hiện rất nhiều trong hệ thống kinh Nikaya, tuy nhiên thì những bài thuyết pháp của Ngài không được ghi chép nhiều.

## Sách tham khảo
- Fo Guang Ta-tz'u-tien 佛光大辭典. Fo Guang Ta-tz'u-tien pien-hsiu wei-yuan-hui 佛光大辭典編修委員會. Taipei: Fo-guang ch'u-pan-she, 1988. (Phật Quang Đại Từ điển. Phật Quang Đại Từ điển biên tu uỷ viên hội. Đài Bắc: Phật Quang xuất bản xã, 1988.)
- Das Lexikon der Östlichen Weisheitslehren, Bern 1986.